# Corbiculidae
Corbiculidae este o familie de scoici din ordinul de moluște Veneroida. Denumirea familiei provine de la rădăcina corbus („coș”), și face referire la striațiile concentrice de pe cochilia scoicilor. 
O specie cunoscută este scoica de lac.

## Genuri
Familia este compusă din următoarele genuri:
- Corbicula Megerle von Mühlfeld, 1811 (Africa centrală și sudică, Asia centrală și sudică)
- Geloina (Asia sudică cu Malaezia)
- Cyrenodonax (China sudică, Vietnam)
- Cyrenobatissa (nordul Vietnamului)
- Batissa (Malaezia și Indonezia)
- Corbiculina (estul Australiei)
- Solielletia (Etiopia)
- Polymesoda Rafinesque, 1820 (coasta atlantică a nordului Americii de Sud)
- Neocorbicula Fischer, 1887 (coasta atlantică a nordului Americii de Sud)
- Pseudocyrena (partea caraibiană din America Centrală)
- Egetaria (coasta atlantică a Americii de Sud)
- Villorita (părți estice din America de Sud)